# Romain Bardet
Romain Bardet (n. 9 noiembrie 1990, Brioude, Auvergne, Franța) este un ciclist francez, profesionist din 2012 și membru al echipei Ag2r-La Mondiale până în 2020. Este specialist pe etapele montane fiind câștigătorul unor etape în Turul Franței în 2015, 2016 și 2017. A terminat al doilea în Turul Franței 2016 în urma lui Christopher Froome și al treilea în anul următor. În 2018, a fost vicecampion mondial pe șosea. A câștigat titlul de cel mai bun cățărător în Turul Franței 2019.

## Rezultate în Marile Tururi

### Turul Franței
11 participări
- 2013: locul 15
- 2014: locul 6
- 2015: locul 9, câștigătorul etapei a 18-a
- 2016: locul 2, câștigătorul etapei a 19-a
- 2017: locul 3, câștigătorul etapei a 12-a
- 2018: locul 6
- 2019: locul 15, câștigător al clasamentului cățărătorilor
- 2020: nu a terminat competiția
- 2022: locul 6
- 2023: nu a terminat competiția
- 2024: câștigătorul etapei 1

### Turul Italiei
3 participări
- 2021: locul 7
- 2022: nu a terminat competiția
- 2024: locul 9

### Turul Spaniei
3 participări
- 2017: locul 17
- 2021: locul 25, câștigătorul etapei a 14-a
- 2023: locul 21, câștigătorul etapei 1